# Oluf Håkonsen
Pour les articles homonymes, voir Olav IV de Norvège.
Oluf Håkonsen ou Olav Håkonsson est un prince de la maison de Bjälbo né en 1370 et mort le 3 août 1387. Il est roi de Danemark sous le nom d'Oluf II de 1376 à sa mort en 1387 et roi de Norvège sous le nom d'Olav IV de 1380 à sa mort. Il prétend également au trône de Suède à partir de 1385 contre Albert de Mecklembourg.

## Biographie

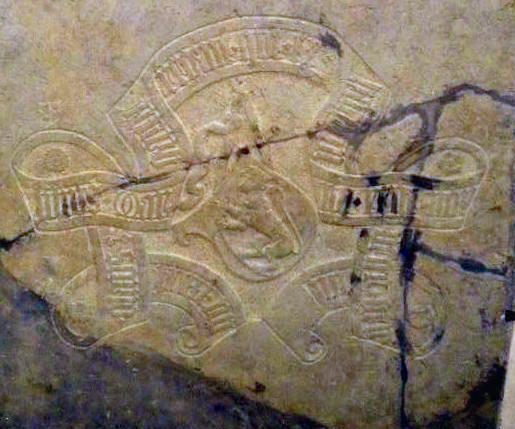
La tombe d'Oluf avec ses armes comme roi de Norvège.

Oluf est le fils du roi Håkon VI de Norvège et de la princesse Marguerite de Danemark. Son grand-père paternel est le roi Magnus IV de Suède et son grand-père maternel, le roi Valdemar IV de Danemark.
Valdemar IV meurt en 1375 et Oluf est élu pour lui succéder l'année suivante. Comme il n'a que cinq ans, sa mère Marguerite exerce la régence. Il hérite également du trône de Norvège à la mort de son père, en 1380. Il inaugure ainsi une période d'union personnelle entre les deux royaumes qui dure jusqu'en 1814.
Bien qu'Oluf soit reconnu majeur en 1385, Marguerite continue à exercer la réalité du pouvoir. Le jeune monarque meurt prématurément en août 1387, à l'âge de 16 ans. Il est inhumé en l'abbaye de Sorø, sur l'île danoise de Seeland. Jamais marié, il ne laisse pas d'enfants pour lui succéder, et c'est sa mère qui devient la souveraine des deux royaumes.

La mort d'Oluf marque l'extinction de la Maison de Bjälbo. 